# Arjen Anthony Lucassen
Arjen Anthony Lucassen (1960. április 3.) holland zeneszerző és zenész. Énekel, és nagyon sokféle hangszeren játszik, úgymint gitárok, fúvosok, és szintetizátorok. Annak ellenére, hogy kottát sem írni sem olvasni nem tud, gitárosként sok speciális fogású akkordot ismer és használ. Zenekaraiban, mint az Ayreon, sok különböző zenekar tagjait gyűjti össze és így készít albumokat, így nagyrészt ő az zenekarai egyetlen állandó tagja, mindenki más egy másik tagja. Sokan neki tulajdonítják a rockopera, mint műfaj újjáélesztését.

## Aktuális együttesei
- Ayreon
- Ambeon
- Star One
- Guilt Machine

## Korábbi együttesei
- Bodline
- Vengeance
- Stream of Passion

## Vendégszereplései
- Pythagoras – After the Silence (1981)
- Anthony – Pools Of Sorrow, Waves Of Joy (1993)
- Ian Parry – Symphony of Dreams (1993)
- Alex Bollard – Pink Floyd Songbook (1994)
- Ian Parry – Thru the Looking Glass (1995)
- Strange Hobby – Strange Hobby (1996)
- Biscuit – Between you and me (1996)
- Veralin – Opposites (1997)
- Helloise – A Time And Place For Everything (1998)
- Block Busters – Powder to the People (1999)
- Ian Parry – Consortium Project (1999)
- Peter Daltrey – Candy (1999)
- Rocket Scientists – Oblivion Days (1999)
- Erik Norlander – Into The Sunset (2000)
- Ian Parry – Shadowman (2000)
- Glass Hammer – Chronometree (2000)
- Within Temptation – Mother Earth (2000)
- Lana Lane – Secrets of Astrology (2000)
- After Forever – Emphasis (kislemez) (2002)
- Nolan / Wakeman – The Hound Of The Baskervilles (2002)
- Wicked Sensation – Reflected (2002)
- Nightingale – Alive Again (2003)
- Ars Nova – Biogenesis (2003)
- Gary Hughes – Once and Future King Part I (2003)
- Space Mirrors – The Darker Side of Art (2004)
- Amadeus' Spell (2004)
- Elfonía – This Sonic Landscape (2005)
- Shadow Gallery – Room V: Special Edition (2005)

## Érdekesség
- Arjen ismert arról, hogy szeret e-maileket kapni a rajongóitól, és meg is válaszolja azokat olyan gyorsan, amint csak lehet. Az Ayreon weboldalán saját chatet működtet "Kérdezz Arjentől bármit" (Ask Arjen Anything) néven, ahol a rajongók bármilyen kérdést feltehetnek neki.